# Pierre Woodman
Pour les articles homonymes, voir Woodman.
Pierre Woodman, né à Clermont-Ferrand, en Auvergne, le 29 avril 1963, est un réalisateur de films pornographiques et un photographe français.
Basé en Hongrie, il a été plusieurs fois récompensé dans diverses cérémonies X.

## Biographie
Il commence dans la vie active à 16 ans en effectuant toutes sortes de métiers (barman, vendeur, magasinier…). Il s'engage dans l'armée à 17 ans, puis devient policier en 1983. Il travaille dans le 18e arrondissement de Paris en brigade J3 et dans le 16e. En 1986, il quitte la police pour devenir photographe de mode au sein du groupe de presse Bauer et aussi TV à la SFP pour des émissions comme Sacré Soirée, Ciel mon mardi, etc.
En 1989, il participe au lancement du magazine Hot Vidéo comme reporter dans le milieu du X international. À partir de 1992, il travaille pour Private Media Group pour qui il réalise de nombreux films à gros budget tels que Pyramides (3 parties), Tatiana (3 parties) ou Riviera (3 parties). En 1997, il lance sa série Casting X.

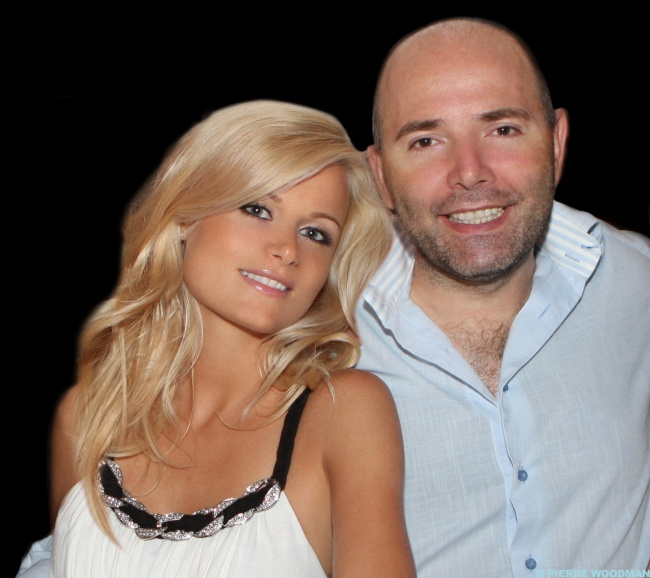
Pierre Woodman et sa compagne Sophie Paris.

En 1999, il commence à produire des scènes vidéos pour sa série Superfuckers. En fin d'année, il reçoit une invitation de Larry Flynt, patron millionnaire de LFP et éditeur du magazine Hustler, deuxième plus gros magazine érotique aux États-Unis, après Playboy depuis que Penthouse est au bord de la faillite.
En 2005, il apparaît dans le film espagnol Yo Puta de María Lidón, documentaire-fiction sur l'univers du sexe, aux côtés de Daryl Hannah, Denise Richards et Joaquim de Almeida. Pierre Woodman lance un programme d'affiliation sur Internet nommé Spider-Cash afin de distribuer ses films sous forme de séquences vidéo lorsque Berth Milton, le patron de Private, lui demande de revenir travailler pour lui. Il abandonne ses projets internet et réalise la trilogie de Sex City dont le premier volet sort en mai 2006.
Pierre Woodman a annoncé officiellement, le 20 juin 2006, son départ (pour la seconde fois) de chez Private Media Group. De même, il officialise la constitution de sa propre maison de production et distribution, Woodman Entertainment, basée à Barcelone, pour laquelle il réalise en août 2006 un remake du film Excalibur. Ce film, dont le titre est Xcalibur, draine une distribution exceptionnelle de 40 actrices, 35 acteurs et 250 figurants pour un budget de 800 000 €.
Le salon Venus fair 2006 de Berlin fait découvrir son premier stand Woodman Entertainment où il présente les huit grandes héroïnes de son dernier film Xcalibur.
En 2007, il réalise The Perfectionist, une trilogie qui sera son dernier tournage à gros budget puisqu'il renoncera finalement à terminer la production de Indecent Evil en 2010.
En 2008, face à la chute du marché de la vente de DVD pornographiques, Pierre Woodman décide de fermer sa société Woodman Entertainment.
En janvier 2009, il met en ligne ses castings vidéos en ouvrant le site web « Woodman Casting X ». Cette même année, la filiale hongroise de la chaîne HBO a réalisé un documentaire de 52 minutes à son sujet intitulé : The Pierre Woodman Story.
En 2010, il crée le site WakeUpNFuck. En octobre 2016 ce site affichait 200 titres.
En 2011, il apparaît en clin d’œil dans le film DXK, inspiré de l'affaire Dominique Strauss-Kahn.
En 2013, il donne une interview à Arte où il explique les méthodes de tournage et de recrutement de ses partenaires.
En 2015, farouche adversaire du piratage, Pierre Woodman s'engage contre la mise à disposition gratuite de la pornographie et de la violence sur le net ayant des effets dévastateurs sur les mineurs, principaux spectateurs des sites gratuits à contenu pour adultes. En août, il tient une conférence aux côtés de membres de l'Unicef lors du congrès international sur la jeunesse qui se tient à l'hôtel Ramada de Balatonfüred en Hongrie, afin d'interpeller les médias sur ce sujet sensible.
En 2017, il figure en introduction du film d'Ovidie, Pornocratie, et règle ses comptes avec ses concurrents[pertinence contestée].
En 2022, il est interviewé par Complément d'Enquête[réf. nécessaire][pourquoi ?][pertinence contestée].

## Les castings de Pierre Woodman
Pierre Woodman a commencé à réaliser des castings en 1992 dès son engagement officiel chez Private.
Sur son site internet, il publie des vidéos auto-produites dans lesquelles des actrices tournent pour la première fois avec lui. Après leur avoir posé des questions sur leur nom, leur âge, leurs origines ou leurs pratiques sexuelles, il leur demande de se déshabiller puis intervient l'acte sexuel. WoodmanCastingX compte près de 6 000 vidéos publiées en 2023.
Il affirme avoir dû réaliser des économies dans le tournage de ses films compte tenu de la crise de l'industrie pornographique liée à l'apparition des tubes dans les années 2000. Dans le documentaire Pornocratie réalisée par Ovidie, il témoigne : 

« Je me suis mis non seulement à travailler moi-même, avec mes petites caméras DV, j'ai commencé à économiser 60 000 $ sur une production. Après quand j'ai commencé moi à travailler tout seul en montage et tout ça, les productions étaient beaucoup moins élevées pour moi vu que c'était mon pognon que j'investissais à chaque fois. J'ai appris sur le tas, comme ça, avec mon petit ordinateur, et je fais tout moi-même. »

## Controverses
Les castings de Woodman sont sujets à de multiples controverses, ses détracteurs lui reprochent de faire pression psychologique et manipulation sur les modèles afin de les amener à faire du contenu.
En novembre 2011, Pierre Woodman filme ses ébats sexuels avec Gina Gerson (ru), tout juste âgée de 20 ans soit 28 ans d'écart avec lui, malgré le fait qu'elle se montre réticente pour avoir des relations sexuelles avec lui et pleure pendant qu'il effectue un acte de sodomie sur elle. Woodman évoquera « l'excitation » pour justifier les pleurs de la jeune fille.
En 2013, à la suite de la diffusion d'un documentaire sur Woodman, le magazine Le Tag Parfait publie un article où Woodman est accusé d'user de méthodes peu recommandables auprès de certaines interprètes pour qu'elles se livrent à des actes sexuels initialement non planifiés.

Les rapporteurs du Haut Conseil à l'Égalité assimilent les techniques de manipulation de Pierre Woodman pour soumettre les femmes à celle des proxénètes. Dans une interview d'Arte en 2013, il explique qu'un de ses secrets est de « briser psychiquement les femmes » avant d'affirmer : 

« Je suis un batard ! (...) mais à cet instant, je l’ai détruite psychiquement. J’ai environ une vingtaine de jeux comme celui‐là. »

En 2017, l'actrice Lana Rhoades accuse Woodman de l'avoir forcée à accomplir des actes qu'elle ne voulait pas lors d'un tournage et qu'il lui aurait avoué avoir violé les droits d'une autre femme.

Dans un reportage accordé par la chaine France Info, Woodman déclare recevoir des demandes de participants anonymes pour des retraits de leurs vidéos « toutes les deux semaines » et refuse systématiquement. Les vidéos en question ayant de graves impacts sur leurs réputations et leurs vies professionnelles. Il se justifie : 
« Si j’en retire une et qu’on peut la trouver partout ailleurs, les pirates ont gagné doublement. Ils ont volé ma vidéo et ils ont une vidéo à moi qui n’est même plus sur mon site ».
Woodman déclare ne pas être responsable de l'exposition des partenaires anonymes : 
« Je suis producteur porno, pas psychiatre ou docteur. Quand on a 18 ans, on est supposé être majeur et savoir ce que l’on veut faire ou ne pas faire ».
Dans un documentaire réalisé par Public Sénat en 2022, Woodman s'exprime au sujet de l'affaire French Bukakke qui bouleversa le porno français, en affirmant qu'une fois le produit fini livré, il est difficile pour le producteur de connaître les conditions de tournage susceptibles de violer la loi.
En 2024, Pierre Woodman fait l'objet d'accusations dont la fabrication de preuves et l'usage de chlorhydrate de cocaïne pour engourdir ses partenaires, provoquant de graves problèmes de santé[réf. nécessaire].

## Vie personnelle
Pierre Woodman est en couple depuis 2002 avec Sophie Paris.

## Récompenses
- AVN Award :
  - 1998, Best Director - Foreign Private Gold 22 : The Fugitive 1 (1997)
- Hot d'Or :
  - 1996 : Best Screenplay for: Private Film 27 : The Gigolo (1995)
  - 1997 : Best European Director for: Private Gold 11 : Pyramid 1 (1996)
  - 1997 : Hot d'or du meilleur réalisateur européen pour The Pyramid
  - 1997 : Meilleur film européen en 1997 pour The Pyramid
  - 1998 : Hot d'or du meilleur réalisateur européen pour Tatiana
  - 2001 : Hot d'or du meilleur réalisateur européen
  - 2001 : Hot d'or du meilleur réalisateur pour Madness
  - 2001 : Best Director for: Private Gold 41 : Madness 1 (2000)
- Festival international de cinéma érotique de Barcelone :
  - 2004 : Career Ninfa
  - 2003 : Spécial Award of the Organization Ninfa